# Джабер аль-Ахмед ас-Сабах
Джабер III аль-Ахмад аль-Джабер ас-Сабах (араб. جابر الأحمد الجابر الصباح‎; 29 июня 1926, Эль-Кувейт, Кувейт — 15 января 2006, Эль-Кувейт, Кувейт) — 3-й эмир Кувейта (с 31 декабря 1977 года до своей смерти 15 января 2006 года) из династии Аль Сабах.

## Биография
Родился в Эль-Кувейте. Принадлежит к династии Аль Сабах, правившей Кувейтом с XVIII века, третий сын шейха Ахмеда аль-Джабера ас-Сабаха, правившего Кувейтом с 1921 по 1950 годы.
Раннее образование получил в школах «аль-Мубарякия», «аль-Ахмедия» и «аль-Шаркия», впоследствии частным образом обучался религии, английскому языку, арабскому и наукам.
- В 1949—1959 годах — на посту директора общественной службы региона Ахмади.
- В 1959—1961 годах — руководитель департамента финансов и промышленности в правительстве.
- В 1961—1965 годах — первый министр финансов и промышленности независимого Кувейта. Под его руководством, благодаря доходам от добычи нефти, небольшое племенное государство превратилось в современное, урбанизированное государство с одним из самых больших в мире ростом капитала. Ввёл в обращение первую национальную валюту — кувейтский динар.
- В 1963—1965 годах — одновременно заместитель премьер-министра.
- В 1965—1977 годах — премьер-министр Кувейта.

В мае 1966 года указом эмира назначен наследником престола. 31 декабря 1977 году он взошёл на трон после смерти от рака своего двоюродного дяди — 12-го эмира Кувейта Сабаха III.
В 1986 году распустил Национальное собрание Кувейта.
2 августа 1990 года, при вторжении иракских войск в страну, бежал в Саудовскую Аравию, где возглавил правительство в изгнании, с резиденцией в роскошном отеле Дахрана. При этом в ходе вторжения было убито 7 членов королевской семьи, в том числе его родной брат Фахад аль-Ахмед аль-Джабер, который не стал покидать страну и погиб во время боя с иракским спецназом.
15 марта 1991 года, после освобождения страны международной военной коалицией под патронажем ООН, Джабер аль-Ахмед вернулся и восстановился на престоле. После возвращения к власти в Кувейте были проведены этнические чистки, в ходе расправ было убито свыше 600 палестинцев их как открыто казнили, так и пытали до смерти. Множество людей были брошены в тюрьмы.
После всех событий 1990-1991 годов королевская семья ас-Сабаха потеряла уважение и лояльность собственных вооружённых сил. В январе 1992 в Кувейте произошло восстание кувейтских офицеров, которые потребовали отставки ряда членов королевской семьи, 20 генералов и до 100 военнослужащих ниже рангом. Режиму ас-Сабаха пришлось уволить 14 офицеров, но это не удовлетворило ни военных, ни общественное мнение.
В 1999 году по его предложению была инициирована поправка в избирательный закон, позволяющая женщинам голосовать и занимать правительственные посты. Проект был отклонён Национальным собранием и не вносился снова до 2005 года, пока парламент не даровал женщинам политические права.
Внёс вклад в создание Совета сотрудничества арабских государств Персидского залива, «Фонда будущих поколений» и в объединение Северного и Южного Йемена.
В сентябре 2000 года, после перенесённого инсульта, отправился на 4 месяца в Великобританию для лечения, вернувшись оттуда 15 января 2001 года. Ровно через 5 лет после возвращения, 15 января 2006 года он скончался от кровоизлияния в мозг. Ему наследовал кронпринц Саад аль-Абдулла ас-Салем ас-Сабах. Правительство объявило о 3-часовой приостановке деятельности и о 40-дневном периоде траура.
У шейха было около 40 жён и 70 детей. Точное количество его детей (так же, как и жён) неизвестно.

## Титулы
- 1926—1937: шейх Джабер III ибн Ахмад ас-Сабах
- 1937—1966: Его превосходительство шейх Джабер III ибн Ахмад ас-Сабах
- 1966—1977: Его высочество шейх Джабер III ибн Ахмад ас-Сабах, коронный принц Кувейта
- 1977—2006: Его высочество шейх Джабер III ибн Ахмад ас-Сабах, эмир Кувейта[1]

## Награды
- Рыцарь великого креста ордена святого Михаила и святого Георгия (GCMG) — 1979
- Большой крест ордена Большой звезды Югославия — 1979
- Нашейная лента ордена Бадра Саудовская Аравия
- Нашейная лента ордена Нила (Египет)
- Нашейная лента ордена Хуссейна ибн-Али (Иордания)
- Нашейная лента ордена Независимости Туниса
- Нашейная лента ордена независимости Катара
- Кавалер Большого Креста ордена Почётного легиона (Франция) — 1989
- Большая орденская лента Национального ордена Кедра (Ливан)
- Большая орденская лента Гражданского ордена 1-го класса (Оман)
- Большая орденская лента ордена Чести 1-го класса (Судан)
- Высшая гражданская награда Орден Пакистана (Пакистан)
- Большая наплечная лента ордена Mugunghwa (Южная Корея)
- Нашейная лента высшего ордена Хризантемы (Япония) — 1995
- Звезда 1-го класса республики (Индонезия)
- Рыцарь Большого креста ордена Бани (GCB) — 1995
- Нашейная лента ордена Мухамадийи (Марокко) — 2004[1]
- Орден «Достык» I степени (10 декабря 2001 года, Казахстан) — за значительный вклад в укрепление мира, дружбы и сотрудничества между государствами и народами, а также в связи с 10-летием независимости республики[7]